# Viresjö Kvarndamm
Viresjö Kvarndamm är en sjö i Nässjö kommun i Småland och ingår i Lagans huvudavrinningsområde.